# Humberto Bezerra
Francisco Humberto Bezerra de Menezes, ou apenas Humberto Bezerra, (Juazeiro do Norte, 3 de julho de 1926 — Fortaleza, 28 de março de 2020) foi um militar, empresário e político brasileiro, outrora vice-governador do Ceará.

## Dados biográficos
Filho de José Bezerra de Menezes e Maria Amélia Bezerra de Menezes. Ingressou na Escola Militar do Realengo em 1943, servindo ao Exército Brasileiro até 1967, quando foi reformado no posto de coronel. Aluno da Escola de Aperfeiçoamento de Oficiais e da Academia Militar das Agulhas Negras, foi assessor técnico do Departamento Nacional de Obras Contra as Secas (DNOCS). Eleito prefeito de Juazeiro do Norte via UDN em 1962, quando o Regime Militar de 1964 impôs o bipartidarismo, Humberto Bezerra ingressou na ARENA, sendo eleito deputado federal em 1966. Eleito vice-governador do Ceará por via indireta na chapa de César Cals em 1970, conquistou um novo mandato de deputado federal em 1974. Nomeado secretário de Assuntos Municipais em 1975 no governo de seu irmão gêmeo, Adauto Bezerra, permaneceu no cargo durante três anos, apoiando a eleição deste à Câmara dos Deputados em 1978.
Encerrado o seu mandato parlamentar, assumiu a presidência do BICBANCO em 1981, instituição fundada por seu pai em 1938, mantendo-se na iniciativa privada nos anos seguintes.
Três de seus irmãos foram políticosː Adauto Bezerra foi eleito vice-governador ao lado de Gonzaga Mota em 1982, sua irmã, Alacoque Bezerra, foi eleita segunda suplente de senador na chapa de Virgílio Távora no mesmo ano e Orlando Bezerra foi eleito deputado federal por três vezes. Com a Nova República, a família migrou para o PFL e Adauto Bezerra foi superintendente da SUDENE no Governo Collor.